# Czechy na Letnich Igrzyskach Olimpijskich 2000
Czechy na Letnich Igrzyskach Olimpijskich 2000 reprezentowało 119 zawodników.

## Zdobyte medale
| Medal  | Zawodnik                | Dyscyplina    | Konkurencja               |
| ------ | ----------------------- | ------------- | ------------------------- |
| Złoto  | Jan Železný             | Lekkoatletyka | Rzut oszczepem            |
| Złoto  | Štěpánka Hilgertová     | Kajakarstwo   | K-1 slalom                |
| Srebro | Roman Šebrle            | Lekkoatletyka | dziesięciobój             |
| Srebro | Rudolf Kraj             | Boks          | Waga półciężka (do 81 kg) |
| Srebro | Petr Málek              | Strzelectwo   | skeet                     |
| Brąz   | Marek Jiras Tomáš Máder | Kajakarstwo   | C-2 slalom                |
| Brąz   | Martin Tenk             | Strzelectwo   | Pistolet dowolny 50 m     |
| Brąz   | Jan Řehula              | Triathlon     | Triathlon mężczyzn        |